# Darisodes
Darisodes is een geslacht van vlinders van de familie spanners (Geometridae), uit de onderfamilie Ennominae.

## Soorten
- D. cuneata Herbulot, 1972
- D. oritropha (Fletcher D. S., 1958)
- D. orygaria (Guenée, 1862)